# Cal Carreter (Fogars de la Selva)
Cal Carreter o Can Carreter és un antic mas al terme de Fogars de la Selva. La casa data del segle xvii, encara que ha estat reformada i ampliada en la seva part de llevant al llarg dels segles XIX i XX.
Es tracta d'un edifici aïllat de dues plantes i coberta de doble vessant a façana. Té les façanes arrebossades a excepció dels marcs d'algunes obertures, emmarcades de pedra de granit, i les carenes cantoneres.
La façana principal presenta un portal d'entrada amb arc de mig punt i grans dovelles de granit. Les tres finestres del primer pis estan emmarcades de granit i contenen decoracions a les llindes o als ampits. El ràfec està format per una filera de rajola plana. Aquesta façana conserva un contrafort a la part de llevant i un rellotge de sol arrebossat i de forma rectangular. Davant de la casa hi ha un pou.
A la part baixa de la façana de llevant hi ha un gran arc de grans blocs de granit que dona entrada a un magatzem inferior.
A la part posterior de la casa hi ha adossats moderns i al costat de la casa s'alça una nova construcció, encara inacabada, de dues plantes.